# سید مسعود حسینی (نماینده بویراحمد و دنا)
سیدمسعود حسینی (متولد ۱۳۳۴) سیاستمدار ایرانی است.

## سوابق
او نماینده دورهٔ چهارم مجلس شورای اسلامی و از آبان ۱۳۸۴ تا آذر ۱۳۸۷ استاندار کهگیلویه و بویراحمد بود.
او مدتی نیز مشاور وزیر کشور و مدتی معاون وزیر نیرو بود.